# Lauritz Christiansen (Leichtathlet)
Lauritz Christiansen (Karl Lauritz Christiansen; * 27. Dezember 1892 in Kopenhagen; † 4. Oktober 1976 in Frederiksberg) war ein dänischer Langstreckenläufer.
Bei den Olympischen Spielen 1912 in Stockholm kam er im Crosslauf in der Mannschaftswertung auf den fünften und in der Einzelwertung auf den 14. Platz.
1913 wurde er Dänischer Meister im Crosslauf.